# Ciudad de la Costa
A Ciudad de la Costa (em português:  Cidade da Costa) é uma cidade uruguaia do departamento de Canelones. Foi declarada cidade em 19 de outubro de 1994. Seu rápido crescimento populacional a tornou a segunda cidade mais populosa do Uruguai depois de 2011.
Está situada às margens do Rio da Prata entre o arroio Carrasco e o arroio Pando. É considerada uma extensão da cidade de Montevidéu com a que limita, formando parte da área metropolitana de dita cidade. Foi declarada cidade em 19 de outubro de 1994 dando sua denominação atual.
O Aeroporto Internacional de Carrasco, maior aeroporto do Uruguai e um dos principais da América do Sul, está situado nos limites da cidade.

## Balneários da Cidade da Costa
- Barra de Carrasco
- Parque Carrasco
- Shangrilá
- San José de Carrasco
- Lagomar
- El Bosque
- Solymar
- Lomas de Solymar
- Parque de Solymar
- Montes de Solymar
- Médanos de Solymar
- Colinas de Solymar
- El Pinar

## Cidades-irmãs
- Hollywood, Estados Unidos